# Monika Weber (Politikerin)

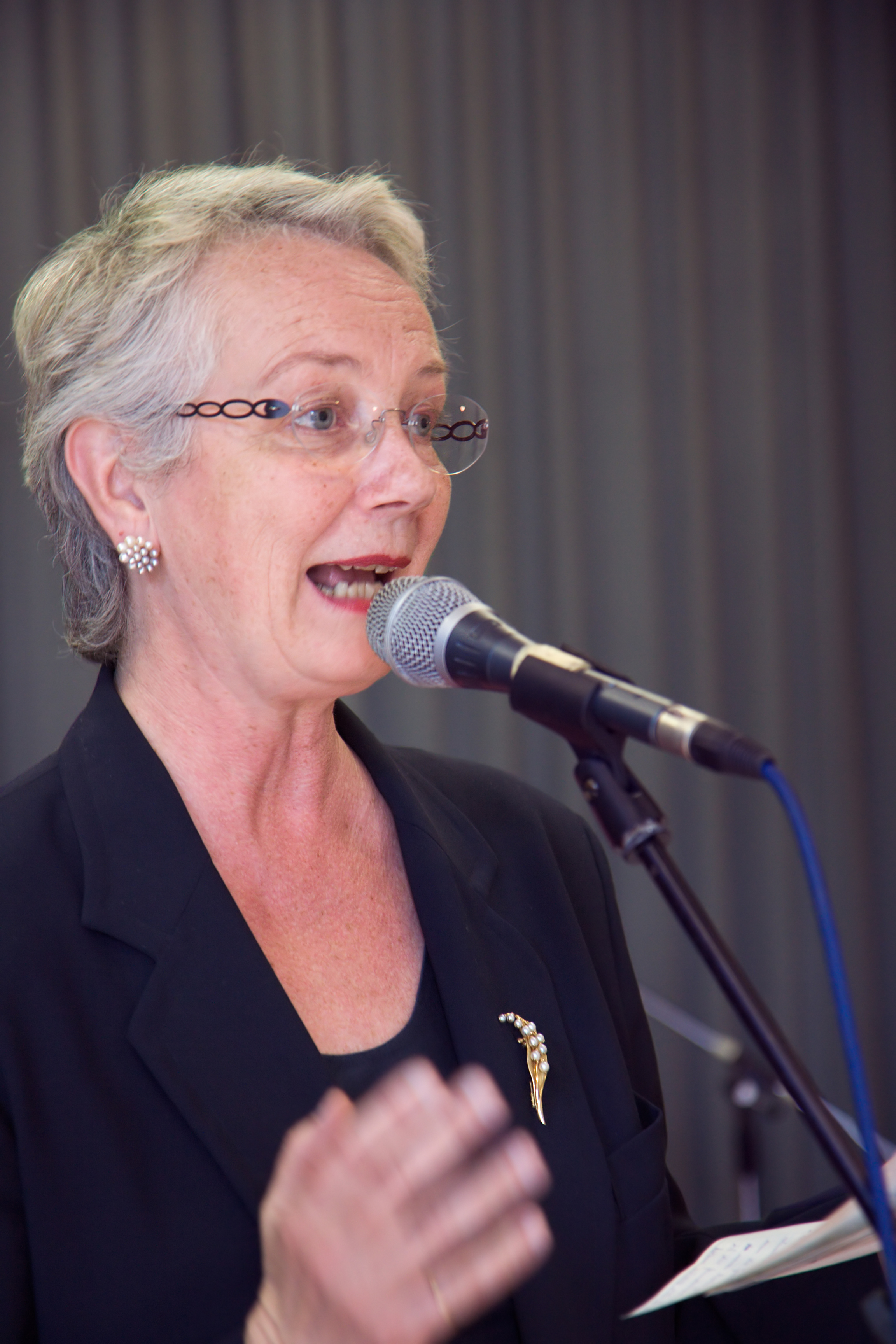
Monika Weber bei einer Ansprache

Monika Weber (* 18. März 1943 in Zürich; heimatberechtigt in Zürich und Egg) ist eine Schweizer Politikerin.

## Leben
Monika Weber brach die Mittelschule aus persönlichen Gründen ein halbes Jahr vor der Matura ab. Sie arbeitete anschliessend als Sekretärin bei einer Heizungsfirma. Die Matura holte sie dann im Alter von 27 Jahren nach und studierte Philosophie und Politologie. 
Gleich nach Abschluss ihres Studiums wurde sie vom Konsumentinnenforum angefragt. Von 1978 bis 1986 stand sie (vollamtlich bis 1985) dem Konsumentinnenforum der deutschen Schweiz vor. 1985 wurde sie Generalsekretärin des Schweizerischen Kaufmännischen Verbandes (SKV). Von 1992 bis 1998 war Monika Weber Direktorin für Wirtschaftspolitik und Konsumentenfragen beim Migros-Genossenschafts-Bund.

## Politische Laufbahn
Als Monika Weber 20 Jahre alt war, trat sie dem Landesring der Unabhängigen (LdU) bei. Politisch inspirieren liess sie sich von Gottlieb Duttweiler, dem Unternehmer und Migros-Gründer.
- 1971–1983 Zürcher Kantonsrätin (LdU)
- 1982–1987 Nationalrätin (LdU)
- 1987–1998 Ständerätin des Kantons Zürich (LdU)
- 1998–2006 Stadträtin von Zürich, Vorsteherin des Schul- und Sportdepartements (LdU, ab 1999 parteilos)

Bei der Bundesratswahl 1989 kandidierte Weber als einzige Frau für die Nachfolge von Elisabeth Kopp als Bundesrätin. Sie erhielt 33 Stimmen, gewählt wurde Kaspar Villiger. 1999 hat sich der Landesring der Unabhängigen aufgelöst, bei der Stadtratswahl 2002 trat Monika Weber erfolgreich als Parteilose an. 2006 stellte sie sich nicht mehr für eine Wiederwahl zur Verfügung und wurde von Gerold Lauber (CVP) in ihrem Amt abgelöst.

## Tätigkeiten nach der Politlaufbahn
Im Hinblick auf den 100. Geburtstag von Jeanne Hersch im Jahr 2010 engagierte sich Monika Weber für die Vorbereitung und Durchführung des Jubiläums. Im Weiteren gab sie, zusammen mit Annemarie Pieper, im NZZ-Verlag im gleichen Jahr ein Buch mit 20 Vorträgen von Jeanne Hersch heraus, mit dem Titel Jeanne Hersch – Erlebte Zeit.
Darüber hinaus gründete Monika Weber im Jahr 2009 die Jeanne Hersch-Gesellschaft, die sie bis heute präsidiert.
Während sechs Jahren bis 2011 war sie Zentralpräsidentin der Winterhilfe Schweiz.